# Bildwoche (Kongress)
Die Deutsche Bildwoche und Internationale Bildwoche waren ab 1920 durchgeführte Veranstaltungen, auf der Pädagogen über Einsatzmöglichkeiten des Films im Unterricht diskutierten.
Sie fanden statt: 1920 in Berlin, 1921 in München, 1922 in Hamburg, 1923 in Jena, 1924 in Stuttgart, 1925 in Wien, 1926 in Breslau, 1927 in Basel, 1928 in Köln, 1929 in Dresden und Den Haag.

## Quelle
- Peter Starmann: Die Kreisbildstelle Mainz-Bingen. Eine historische Spurensuche sowie eine Beschreibung der Aufgabenbereiche der Kreisbildstelle bei der Unterstützung des Einsatzes technischer Unterrichtsmedien. (PDF (Memento vom 28. April 2005 im Internet Archive), 2,23 MB)